# Elytrigia stipifolia
Elytrigia stipifolia là một loài thực vật có hoa trong họ Hòa thảo. Loài này được (Czern.) Nevski mô tả khoa học đầu tiên năm 1934.